# Tetragonula clypearis
Tetragonula clypearis är en biart som först beskrevs av Heinrich Friese 1908.  Tetragonula clypearis ingår i släktet Tetragonula och familjen långtungebin. Inga underarter finns listade i Catalogue of Life.

## Bildgalleri

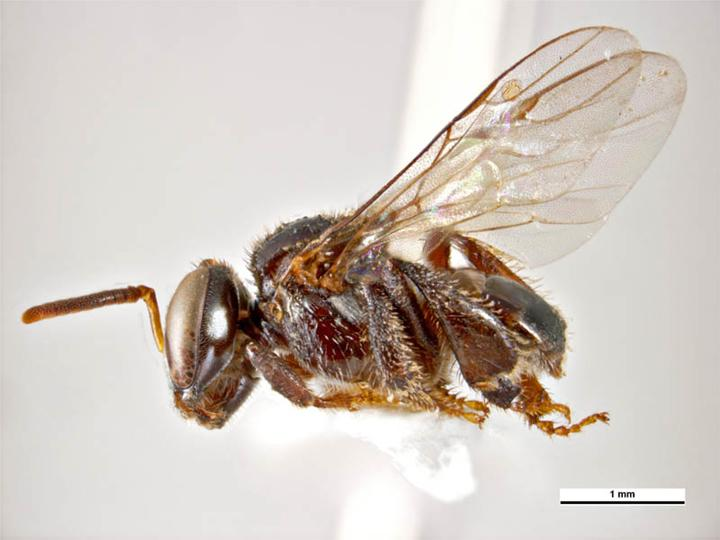
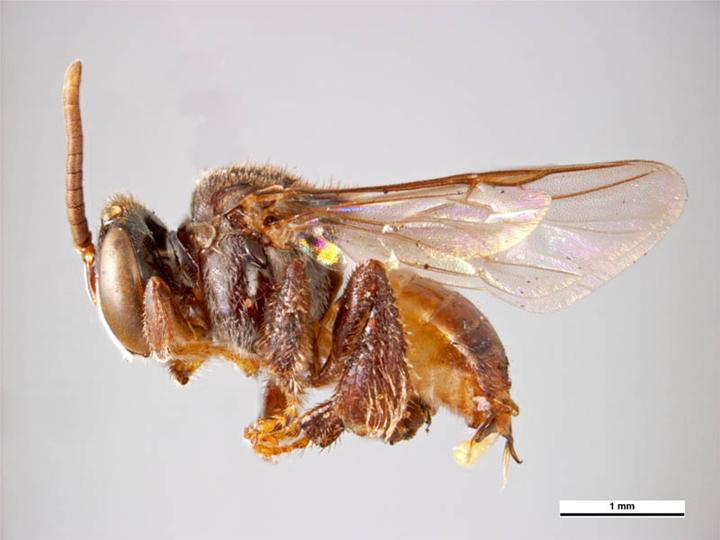